# Petrus Tempelman
Petrus Tempelman, född 2 november 1703 i Vadstena församling, Östergötlands län, död 23 augusti 1759 i Östra Stenby församling, Östergötlands län, var en svensk präst.

## Biografi
Petrus Tempelman föddes klockan 2 på förmiddagen 2 november 1703 i Vadstena församling. Han var son till kyrkoherden Olavus Tempelman och Anna Corylander i Herrestads församling. Tempelman studerade i Vadstena och Linköping. Han blev 16 juli 1721 student vid Lunds universitet, avlade 25 mars 1730 filosofie kandidatexamen och 19 juni 1730 magisterexamen. Tempelman prästvigdes 30 december 1730 i Jönköping av biskopen Gustaf Adolf Humble i Växjö stift. Den 4 mars 1734 blev han komminister i Sankt Johannes församling, tillträde 1734 och blev 1 november 1741 kyrkoherde i Östra Stenby församling, tillträde direkt. Tempelman avled klockan 11 på kvällen 23 augusti 1759 i Östra Stenby församling och begravdes 25 september i Östra Stenby kyrka av biskopen Andreas Olavi Rhyzelius i Linköpings stift.
Ett porträtt av Tempelman finns i Östra Stenby kyrkas sakristia.

### Familj
Tempelman gifte sig 15 januari 1734 med Margareta Livin (1701–1778). Hon var dotter till kyrkoherden Claudius Magni Livin och Helena Margareta Dyk i Sankt Olofs församling, Norrköping. Livin hade tidigare varit gift med rektorn Israel Melander i Norrköping. Livin och Tempelman fick tillsammans barnen Anna Christina Tempelman (1734–1735), Catharina Tempelman som var gift med komministern Daniel Johansson Börling i Fivelstads församling, stadsbokhållaren Olof Tempelman (född 1738) i Norrköping, Petrus Tempelman (1740–1749), Anna Tempelman som var gift med komministern Benct Westerlind i Jonsbergs församling och kyrkoherden Clas Georg Tempelman i Gårdeby församling.